# Photosystème
Un photosystème est un ensemble formé par des protéines et des pigments - dont la chlorophylle - et se trouve dans les membranes thylakoïdales des cyanobactéries et des chloroplastes dans les cellules végétales.  Les photosystèmes interviennent dans les mécanismes de la photosynthèse en absorbant les photons de la lumière.

## Description et principe de fonctionnement

Schéma d'un photosystème. 1 : Photon lumineux incident.
2 : Molécules de pigments constituants l'antenne collectrice.
3 : Centre réactionnel contenant un dimère de chlorophylle a.
4 : Libération d'un électron énergétique vers l'accepteur primaire.
5 : Photosystème.

Un photosystème est constitué d'un centre réactionnel et d'une antenne collectrice permettant d'optimiser l'absorption des photons déclenchant les réactions photochimiques.
- Un centre réactionnel est un emplacement spécialisé constitué de deux molécules de chlorophylle a capable de céder ses électrons à l'accepteur primaire.
- Les autres molécules de chlorophylle a et b et les molécules de caroténoïdes forment une antenne collectrice qui absorbe les photons et transmettent l'énergie vers les centres réactionnels.

Les photosystèmes sont les centres photorécepteurs de la membrane des thylakoïdes contenus dans les chloroplastes.

## Deux types de photosystèmes
Il existe deux photosystèmes qui interviennent successivement dans la photosynthèse, le photosystème II intervenant avant le photosystème I :
- Le photosystème II, qui se situe dans les grana, a pour centre réactionnel une paire de molécules de chlorophylle a P680 (absorbant la lumière de longueur d'onde inférieure ou égale à 680 nm). À ce stade, l'énergie accumulée par le centre réactionnel libère un électron énergétique qui est transporté sur une chaîne d'accepteurs d'électron. L'électron passe par une plastoquinone puis par le complexe cytochrome b6f en entraînant le pompage d'un proton H+ vers le lumen du thylakoïde. Ce gradient de concentration de protons autour de la membrane du thylakoïde est à l'origine du gradient électrochimique permettant à l'ATP synthase de phosphoryler de l'ADP  en ATP.

- L'électron passe ensuite au photosystème I, qui se situe dans les thylakoïdes intergranaires des chloroplastes. Il est constitué d'une paire de molécules de chlorophylle a P700 absorbant la lumière de longueur d'onde inférieure ou égale à 700 nm. Sous l'action de la lumière, il libère un nouvel électron énergétique qui, transitant par une ferrédoxine, lui permet de réduire le NADP+ en NADPH. Dans la photophosphorylation cyclique, cet électron ne réduit pas de NADP+ mais retourne à la plastoquinone.

Les molécules de chlorophylle a des deux photosystèmes sont identiques mais sont associées à des protéines différentes.
Dans le cas du photosystème II, les électrons nécessaires à la réduction de la chlorophylle P680 sont fournis par oxydation de l'eau (le terme de photolyse de l'eau n'est pas correct) qui produit les protons (H+) pour la réduction du NADP. Selon la réaction 2 H2O → 4 H+ + O2 + 4 e−
Dans le cas du photosystème I, ce sont les électrons provenant des chaînes de photophosphorylation qui réduisent la molécule de chlorophylle P700.